# 格雷里格列車出軌事故
格雷里格列車出軌事故發生於2007年2月23日，地點為英國英格蘭坎布里亞郡格雷里格（Grayrigg）村。

## 事發經過
2007年2月23日英國時間約下午20時15分，一列由倫敦尤斯頓車站前往格拉斯哥的英鐵390型列車（編號：033，2002年出廠），載著111名乘客和4名職員，於西岸線上以150每小時（93英里每小時）的速度行駛，在駛至坎布里亞郡格雷里格村時，列車突然出軌。由於衝力巨大，9節車廂全數出軌，並衝落堤壩下，釀成1死88傷。有乘客表示，列車駛經事故地點前，已感到列車不尋常地顛簸及擺動，且擺動越來越厲害，不久後列車便出軌。

## 起因
經英國鐵路事故調查組（Rail Accident Investigation Branch）調查後，證實事故路段其中一個道岔上的3個零件脫落或遺失，因而令列車車輪無法緊貼路軌邊行走，繼而引發出軌事故。

## 影響
事故列車的首節車廂於2007年3月1日傍晚開始移走，3天後（即3月4日）最後一節車廂被移走，A685號公路亦重新開放 （页面存档备份，存于）。事故路段的列車服務於3月12日恢復正常，但途經事發地點增設了80km/h（50mph）車速限制，以策安全。雖然事故列車出事時只有5年車齡，但由於損毀非常嚴重，因此事故列車已於2007年11月30日退役。

## 外部連結
英安全火車出軌 1死77傷警方指是奇迹（2007年2月25日香港蘋果日報的報導）